# Rudolfova huť
Rudolfova huť je sklárna na výrobu obalového skla, v městě Dubí v teplickém okrese, nacházející se necelých 10 km jižně od hraničního přechodu Cínovec na silničním tahu E55 do Německa.

## Historie sklárny
- Počátky sklárny sahají do roku 1884 kdy byl objekt vystaven jako válcovna plechů. V roce 1905, po zastavení výroby válcovny, koupila opuštěný areál vídeňská firma Josef Inwald a přestavěla objekt na sklárnu. Vyrábělo se zde převážně foukané „nápojové sklo“, často broušené a malované.

- 1. září 1907 se firma Inwald přeměnila na akciovou společnost. Po vzniku Československé republiky prošla Rudolfova huť (dále jen RH) značnou modernizací a stala se největším závodem akciové společnosti. V poválečném období výroba RH postupně rostla, nejvýrazněji v důsledku zavedením automatických strojů na výrobu lahví (prototyp řady AL 1961). Byla zde i postavena první celoelektrická pec (1965).

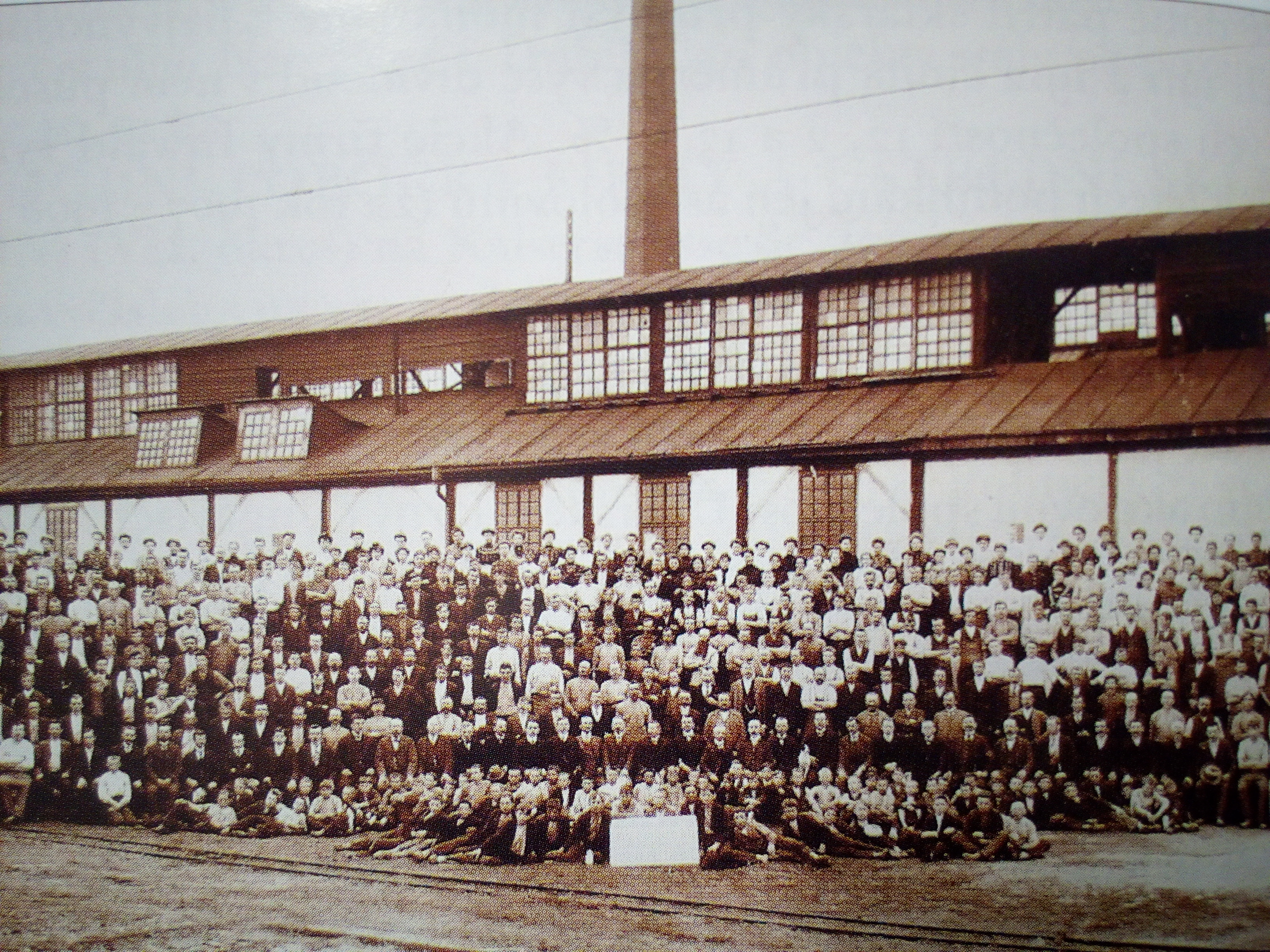
Osazenstvo Rudolfovy hutě v roce 1908

- 1. ledna 1991 vznikla Akciová společnost SKLO UNION Teplice jako finanční holding a Akciová společnost OBAL UNION Teplice jako jeho dceřiná společnost. Téhož roku došlo podpisem smlouvy mezi OBAL UNION, SKLO UNION a italským AVIR Finanziaria S.p.A. o vytvoření jednoho podniku AVIR UNION. V roce 1993 se součástí společnosti AVIR UNION, a.s. staly také závody v Ústí nad Labem a v Novém Sedle. Závod v Ústí nad Labem byl v lednu 1997 zastaven.

- Na konci roku 1996 získala firma OWENS – Illinois USA rozhodující majoritu ve firmě AVIR S.p.A., která se tak stala členem skupiny OWENS ILLINOIS, USA – největšího výrobce obalového skla na světě.

- Společnost se v  roce 2006 přejmenovala na O-I Manufacturing Czech Republic, a.s. Dubí. Původní název Rudolfova huť se i nadále používá.

## Současnost
- V roce 2017 prošla sklárna RH celkovou rekonstrukcí v objemu cca 700 milionů Kč. Generální oprava pece a nové technologie umožňují tavit až 240 tun čiré skloviny denně. Jedná se o produkty pro potravinářský průmysl jako jsou sklenice a lahve. RH Dubí k listopadu 2017 zaměstnává přes 140 zaměstnanců.
- V lednu roku 2019 se výrobní společnost O-I Manufacturing, a.s., interně spojila s oddělením nákupu O-I Sales and Distribution Czech Republic. Celkově tak vytvořila nový název O-I Czech republic, a.s., se stávajícím sídlem v Dubí.

## Zajímavosti
- V Dubí se též vyráběly od dubna 1944 i skleněné miny o průměru 145 mm a výšce 80 mm.
- Nápojové skleničky „Duritka“ se také vyráběly v Rudolfově huti na teplicku